# تركيا (صحيفة)
صحيفة تركية ((بالتركية: Türkiye)‏) هي شركة نشر وصحف في تركيا، تأسست عام 1970 من قبل شركة إخلاص القابضة .
1. ↑  "Türkiye". turkey.mom-rsf.org (بالإنجليزية). Archived from the original on 2024-04-17. Retrieved 2024-04-17.